# Yeniincesu, Tepebaşı
Yeniincesu là một xã thuộc huyện Tepebaşı, tỉnh Eskişehir, Thổ Nhĩ Kỳ. Dân số thời điểm năm 2011 là 48 người.